# Virulence
Virulence je individuální vlastnost patogenu (např. bakterie či viru), která vyjadřuje stupeň patogenity určitého mikrobiálního kmene ve srovnání s ostatními kmeny daného druhu. Také lze říci, že jednotlivé kmeny jsou různě virulentní.
Virulence se určuje například podle schopnosti mikroorganismu vyvolat onemocnění či v rámci něho usmrtit hostitele. Kmeny, které mají tak nízkou virulenci, že téměř nezpůsobují onemocnění, ačkoli daný druh patogenní je, se nazývají avirulentní. Daná vlastnost se nazývá avirulence.

## Význam
Mimo zřejmý fakt, že virulentnější kmeny způsobují vážnější onemocnění, je důležitý také fakt, že z méně virulentních kmenů se vychází při přípravě živých očkovacích látek. Pro tento účel se uměle snižuje virulence určitých druhů; tento proces se nazývá atenuace. Atenuaci prováděl již Louis Pasteur, a to na viru vztekliny, později Calmette a Guérine (vakcína proti bakteriím Mycobacterium, původci TBC) či také Sabin (vakcína proti obrně).